# Pirena
Pirena va ser la competició més importanta Europa, que es va celebrar anualment durant 22 edicions als Pirineus, entre el 1990 i el 2013, amb l'objectiu de creuar-los en 15 dies d'oest a est passant per l'Aragó, Catalunya, Andorra, i França, i amb la participació d'equips de més de 20 països.
També anomenada "La Ruta Blanca dels Pirineus", va ser una prova puntuable a la Copa del Món IFFS i a la Copa d'Europa ESDRA. Va ser també competició oficial de la Federació Catalana d'Esports d'Hivern (FCEH) i de la Real Federació Espanyola d'Esports d'Hivern (RFEDI). En alguna edició va rebre observadors del Comitè Olímpic Internacional (COI) dins dels intents del món del múixing per aconseguir que sigui esport olímpic.

### Inicis del projecte
El projecte va néixer el 1990 de la mà de Josep Parés, es tracta de curses de trineus arrossegats per gossos nòrdics. La cursa va esdevenir la més important d'Europa de la seva especialitat i va servir per promoure la campanya a favor de la inclusió del múixing entre els esports dels Jocs Olímpics d'Hivern. En la 13a edició celebrada l'any 2003, participaren 56 equips i 650 gossos d'arreu del continent europeu, i des de 2011 la cursa va passar a anomenar-se Pirena Advance, degut a l'entrada com a principal patrocinador, de la marca Infinity Advance de menjar per a gossos.
La competició es va suspendre l'any 2013 i no es va realitzar tampoc el 2014, acabant així del tot després de 22 edicions.

### Història i guanyadors
L'holandès Renè Minartz va ser el primer guanyador de Pirena, l'any 1991. Després, els corredors internacionals van ser els dominadors de la prova: El francès Philippe Aroseau l'any 1992, un altre cop René Minartz el 1993, els austríacs Andreas Kolberger el 1994 i Kurt Pichler el 1995, el finlandès Reijo Jääskeläinen el 1996, van ser els triomfadors de les primeres edicions de Pirena.
El 1997 es va introduir la doble modalitat: la pulca i la de trineu. En pulca, els catalans i espanyols van ser els més destacats, mentre que el domini europeu s'ha mantingut en el trineu. Així, el 1997 Jääskeläinen va repetir victòria mentre Oskar Espinosa s'imposava en pulca. El 1998 Espinosa tornava a guanyar mentre que a trineu el triomf era per al noruec Karsten Grönaas.
Els anys següents van ser els de domini dels americans a la categoria trineu (victòria del nord-americà Tim White el 1999 i del canadenc Grant Beck el 2000), mentre que a la modalitat pulca el francès Patrick Geley imposava la seva superioritat guanyant durant dos anys consecutius (1999 i 2000).
El 2001 va guanya la prova la noruega Elisabeth Edland, convertint-se així en la primera dona que aconseguia el primer graó del podi. Des de llavors va ser Rudi Ropertz qui va guanyar les tres edicions posterior, fins al 2004, mentre que en pulca les victòries van ser pel francès Alexandre Bégrand el 2002, pel suís Patrick Wirz el 2003 i pel txec Richard Barta el 2004.
L'any 2005 l'alemany Heinrick Stahl trenca el domini de Ropertz i guanya la cursa en trineus, mentre la txeca Jana Porubska guanyarà en pulca aquell any i el següent, edició en què en trineus va guanyar Josep Domingo, convertint-se així en el primer català i espanyol que guanya aquesta cursa.
Per falta de neu, l'edició de 2007 es va acabar suspenent per primera vegada en 17 anys, i en la represa l'any següent, les victòries van ser per l'alemany Tom Andres en trineu i pel noruec Ivar Svein Moen en pulca. El 2009 el navarrès Iker Ozcoidi va guanyar en trineu i la noruega Lena Hillestad va aconseguir el podi en pulca.
Durant els tres anys següents, el domini de l'alemany Tom Andres en trineu va ser absolut, guanyant les tres edicions, mentre que en pulca el domini va venir per tres txecs, Jiri Suchy el 2010, Jana Porubska el 2011 i Pavel Porubsky el 2012.

### Altres curses
La cursa Iditarod és el referent mundial del múixing com a competició. Se celebra a Alaska des de 1973. A nivell Espanyol, l'any 2015 neix el projecte Snow Race Gos Àrtic va néixer com a projecte el 2015 i el 2019 va fer la primera cursa, amb l'antiga Pirena Advance com a referent.